# Joost Patocka
Joost Patočka (Amsterdam, 1 juli 1969) is een Nederlandse jazzdrummer.
Patočka was onder andere de vaste drummer van Rita Reys, Francien van Tuinen en het Kwintet Ruud Jacobs. Hij werkte verder met onder andere Benjamin Herman, Jesse van Ruller, Hans Dulfer, Piet Noordijk, Ruben Hein en The Beets Brothers. In het seizoen 2007/2008 werkte Patočka mee aan de theatertournee van Piet Noordijk en Rita Reys.
Hij is sinds 2007 verbonden aan Codarts Rotterdam als docent jazz drums.

## Discografie
- 1992: North Sea Big Band "North Sea" (Via Records)
- 1993: Beets Brothers: "School Is Closed Now" (Maxanter Records)
- 1993: Beets Brothers: "In De Nieuwe Wereld" (Maxanter Records)
- 1993: Five Up High "Five Up High" (Timeless Records)
- 1994: Carolyn Breuer / Fee Claassen 5 "Simply Be" (Challenge Records)
- 1995: Beets Brothers "New Dimensions" (Maxanter Records)
- 1996: Five Up High "The Deep" (A-Records)
- 1996: Jazz Cats "Jazz Cats" (Maxanter Records)
- 1997: Carolyn Breuer Quartet "Acqauintance" (A-Records)
- 1998: Cees Slinger 8 "Tros Sesjun"
- 2000: Saxion Five "Saxion Five" (Via Records)
- 2000: Afters Hours "Verzamel"
- 2000: Carolyn Breuer "Fate Smiles" (NNM! Records)
- 2000: Juraj Stanik "En Blanc Et Noir" (Daybreak)
- 2001: Cees Slinger "Trios & Quartets" (Daybreak)
- 2001: Carolyn Breuer "Night Moves" (NNM! Records)
- 2001: Carolyn Breuer "Serenade"(NNM! Records)
- 2002: Buddies in Soul "Live" (Blue Jack Records)
- 2002: Ronald Douglas "Swing Works" (Munich Records)
- 2004: Carolyn Breuer "Amour Fou" (NNM! Records)
- 2006: Rik Mol "What’s On Tonight" (Challenge Records)
- 2007: Ernst Glerum "Omnibus Two" (Favorite Records)
- 2008: Francien van Tuinen "Daytrippers" (Sophie Records)
- 2008: Benjamin Herman "Hypochristmastreefuzz" (Roach Records)
- 2011: Francien van Tuinen  "Celebrating Rita Reys" (Red Sauce Records)
- 2012: Ruben Hein "Revisited"
- 2013: Benjamin Herman "Café Solo" (Roach Records)
- 2014: Maarten Hogenhuis "4/3"
- 2014: Krupa & The Genes  (Krupa Records)
- 2014: Benjamin Herman "Trouble" (Roach Records)
- 2014: Benjamin Herman "Live" (Roach Records)

- Gemeinsame Normdatei: 135313198
- Library of Congress Control Number: no2008159790
- Virtual International Authority File: 80102046